# Референдумы в Швейцарии (1974)
Референдумы в Швейцарии проходили 20 октября и 8 декабря 1974 года. В октябре проходил референдум по гражданской инициативе против иностранной инфильтрации и перенаселения. Инициатива была отвергнута. В декабре прошли референдумы по поправке федерального бюджета, ограничению федеральных расходов и по гражданской инициативе (и контринициативе) по «социальному медицинскому страхованию». Поправка к федеральному бюджету была отклонена, ограничение федеральных расходов было одобрено, инициатива по социальному медицинскому страхованию была отклонена.

## Результаты

### Октябрь: Против иностранной инфильтрации и перенаселения
| Выбор                                | Общее голосование | Общее голосование | Кантоны | Кантоны | Кантоны |
| Выбор                                | Голосов           | %                 | Полных  | Полу-   | Всего   |
| ------------------------------------ | ----------------- | ----------------- | ------- | ------- | ------- |
| За                                   | 878 891           | 34,2              | 0       | 0       | 0       |
| Против                               | 1 691 632         | 65,8              | 19      | 6       | 22      |
| Пустых бюллетеней                    | 28 338            | –                 | –       | –       | –       |
| Недействительных бюллетеней          | 5 190             | –                 | –       | –       | –       |
| Всего                                | 2 604 051         | 100               | 19      | 6       | 22      |
| Зарегистрированных избирателей/ Явка | 3 702 498         | 70,3              | –       | –       | –       |
| Источник: Nohlen & Stöver            |                   |                   |         |         |         |

### Декабрь: Федеральный бюджет
| Выбор                                | Общее голосование | Общее голосование | Кантоны | Кантоны | Кантоны |
| Выбор                                | Голосов           | %                 | Полных  | Полу-   | Всего   |
| ------------------------------------ | ----------------- | ----------------- | ------- | ------- | ------- |
| За                                   | 625 780           | 44,4              | 4       | 0       | 4       |
| Против                               | 783 894           | 55,6              | 15      | 6       | 18      |
| Пустых бюллетеней                    | 54 804            | –                 | –       | –       | –       |
| Недействительных бюллетеней          | 2 303             | –                 | –       | –       | –       |
| Всего                                | 1 466 781         | 100               | 19      | 6       | 22      |
| Зарегистрированных избирателей/ Явка | 3 706 105         | 39,6              | –       | –       | –       |
| Источник: Nohlen & Stöver            |                   |                   |         |         |         |

### Дерабрь: Ограничение расходов
| Выбор                                | Общее голосование | Общее голосование | Кантоны | Кантоны | Кантоны |
| Выбор                                | Голосов           | %                 | Полных  | Полу-   | Всего   |
| ------------------------------------ | ----------------- | ----------------- | ------- | ------- | ------- |
| За                                   | 934 633           | 67,0              | 19      | 6       | 22      |
| Против                               | 460 236           | 33,0              | 0       | 0       | 0       |
| Пустых бюллетеней                    | 67 782            | –                 | –       | –       | –       |
| Недействительных бюллетеней          | 2 583             | –                 | –       | –       | –       |
| Всего                                | 1 465 234         | 100               | 19      | 6       | 22      |
| Зарегистрированных избирателей/ Явка | 3 706 105         | 39,5              | –       | –       | –       |
| Источник: Nohlen & Stöver            |                   |                   |         |         |         |

### Декабрь: Социальное медицинское страхование
| Выбор                                | Гражданская инициатива | Гражданская инициатива | Гражданская инициатива | Гражданская инициатива | Гражданская инициатива | Встречная инициатива | Встречная инициатива | Встречная инициатива | Встречная инициатива | Встречная инициатива |
| Выбор                                | Общее голосование      | Общее голосование      | Кантоны                | Кантоны                | Кантоны                | Общее голосование    | Общее голосование    | Кантоны              | Кантоны              | Кантоны              |
| Выбор                                | Голосов                | %                      | Полных                 | Полу-                  | Всего                  | Голосов              | %                    | Полных               | Полу-                | Всего                |
| ------------------------------------ | ---------------------- | ---------------------- | ---------------------- | ---------------------- | ---------------------- | -------------------- | -------------------- | -------------------- | -------------------- | -------------------- |
| За                                   | 384 155                | 26,7                   | 0                      | 0                      | 0                      | 457 923              | 31,8                 | 0                    | 0                    | 0                    |
| Против                               | 1 010 103              | 70,2                   | 19                     | 6                      | 22                     | 833 179              | 61,4                 | 19                   | 6                    | 22                   |
| Без ответа                           | 44 079                 | 3,1                    | –                      | –                      | –                      | 97 235               | 6,8                  | –                    | –                    | –                    |
| Пустых бюллетеней                    | 19 731                 | –                      | –                      | –                      | –                      | 19 731               | –                    | –                    | –                    | –                    |
| Недействительных бюллетеней          | 14 094                 | –                      | –                      | –                      | –                      | 14 094               | –                    | –                    | –                    | –                    |
| Всего                                | 1 472 162              | 100                    | 19                     | 6                      | 22                     | 1 472 162            | 100                  | 19                   | 6                    | 22                   |
| Зарегистрированных избирателей/ Явка | 3 708 105              | 39,7                   | –                      | –                      | –                      | 3 708 105            | 39,7                 | –                    | –                    | –                    |
| Источник: Direct Democracy           |                        |                        |                        |                        |                        |                      |                      |                      |                      |                      |